# Врата до врата
Врата до врата српска је хумористичка телевизијска серија која се емитује од 25. фебруара 2019. године на Суперстар ТВ. Представља домаћу верзију шпанске серије Моје драге комшије.
Од 23. децембра 2019. године се емитовала на Хепи ТВ али је после неколико дана скинута с програма због лоше гледаности.

## Радња
Људи који вас најбоље разумеју су комшије, људи који вас уопште не разумеју су комшије. У згради која се налази близу негде нас, живе комшије које се разумеју, воле, подсмевају, шале, плачу и смеју, удварају и завиде једни другима тј. једном речју живе. Невероватно је колико обичан живот заправо и није тако обичан.

## Улоге
| Глумац:              | Улога:         |
| -------------------- | -------------- |
| Небојша Илић         | Светозар       |
| Катарина Марковић    | Весна          |
| Јелена Јовичић       | Љубинка (Тина) |
| Немања Оливерић      | Неша           |
| Зоран Цвијановић     | Милош Газивода |
| Маја Манџука         | Сара           |
| Урош Јаковљевић      | Лука           |
| Доминик Чичак        | Борис          |
| Димитрије Златановић | Душан          |
| Павле Орлић          | Лав            |
| Бранка Петрић        | Љерка          |
| Милутин Милошевић    | доктор Голуб   |
| Даниел Сич           | Филип          |
| Ивана Поповић        | Нела           |
| Урош Јовчић          | Ћира           |
| Јелена Пузић         | Неда           |
| Јелисавета Сабљић    |                |
| Исидора Грађанин     |                |